# وليام هيلكورت
وليام هيلكورت (بالإنجليزية: William Hillcourt)‏ (6 أغسطس 1900 - 9 نوفمبر 1992) والمعروف داخل الحركة الكشفية بأنه " بار بيل الأخضر"، كان قائداً مؤثراً في منظمة الكشافة الأمريكية (Boy Scouts of America ) من 1927 إلى 1992. كان هيلكورت كاتباً كثير الكتابة ومعلماً في مجالات النحت على الخشب، وفي بنية الفرق والدوريات، وأيضاً التدريب؛ وتشمل أعماله المكتوبة ثلاثة نسخ من دليل الكشافة الرسمي للولايات المتحدة الأمريكية، مع أكثر من 12.6 مليون نسخة مطبوعة، وغيرها من الكتب ذات الصلة بالكشافة والعديد من مقالات المجلات.